# Афанасьев, Фёдор Игнатьевич
Фёдор Игна́тьевич Афана́сьев (1904, д. Пустошка, Лужский уезд, Санкт-Петербургская губерния, Российская империя — ?) — советский хозяйственный, государственный и партийный деятель.

## Биография
Родился в 1904 в деревне Пустошка Лужского уезда Санкт-Петербургской губернии Российской империи (ныне деревня в составе Лужского района Ленинградской области России). Член ВКП(б) с 1927.
С 1925 года — на хозяйственной, общественной и политической работе. В 1938—1941 годы — первый секретарь Красногвардейского райкома ВКП(б), с апреля 1941 года — второй секретарь Адыгейского обкома ВКП(б).
В 1944 году окончил Высшую школу партийных организаторов при ЦК ВКП(б); в 1944—1947 годы — первый секретарь областного комитета ВКП(б) Хакасской автономной области.
В последующем — начальник Белгородского областного управления сельским хозяйством.
Депутат (от Хакасской автономной области) Совета национальностей Верховного Совета СССР 2-го созыва (1946—1950).

## Награды
- Орден Отечественной войны I степени (6.4.1985)[1]